# Ana de Nassau
Ana de Nassau (Breda, 5 de novembro de 1563 - Franeker, 13 de junho de 1588) foi uma filha de Guilherme I, Príncipe de Orange e da sua segunda esposa, a duquesa Ana da Saxónia. Casou-se com o conde Guilherme Luís de Nassau-Dillenburg.

## Família
Os pais de Ana, a duquesa Ana da Saxónia e o príncipe Guilherme I de Orange, nunca tiveram um casamento feliz. A sua mãe era considerada instável e violenta e era pouco popular entre a família e o povo.
Ana da Saxónia teve um caso amoroso com o seu advogado de quem teve uma filha chamada Cristina. Depois deste incidente, Ana e os seus irmãos nunca mais voltaram a ver a mãe. A duquesa foi levada para o Castelo de Beilstein, com a sua filha Cristina, onde o seu comportamento piorou ao ponto de os criados receberem ordens para esconderem as facas dela, temendo que a duquesa atacasse alguém. A duquesa começou a sofrer alucinações e ataques violentos. Cristina foi retirada dos seus cuidados e enviada para junto de Ana e dos seus meios-irmãos com quem foi criada a partir de então. Guilherme anulou o casamento e voltou a casar-se mais duas vezes. Ana da Saxónia viveu o resto da vida em Dresden, até à sua morte, aos trinta-e-dois anos de idade, em 1577.
O seu pai casou-se depois com a princesa Carlota de Bourbon de quem teve mais seis filhas. Após a morte da sua terceira esposa, Guilherme casou-se novamente, desta vez com a princesa Luísa de Coligny de quem teve um filho, o príncipe Frederico Henrique de Orange.
Os irmãos directos de Ana eram o príncipe Maurício de Orange e a condessa Emília de Nassau.

## Casamento
Ana casou-se com o seu primo, o conde Guilherme Luís de Nassau-Dillenburg, pouco depois do seu vigésimo-quarto aniversário no dia 25 de Novembro de 1587. Contudo, o casamento foi curto, já que Ana morreu seis meses depois, sem deixar herdeiros. Guilherme Luís nunca mais se voltou a casar.

## Genealogia
| Ana de Nassau | Pai: Guilherme I de Orange | Avô paterno: Guilherme I de Nassau-Dillenburg | Bisavô paterno: João V de Nassau-Vianden-Dietz    |
| Ana de Nassau | Pai: Guilherme I de Orange | Avô paterno: Guilherme I de Nassau-Dillenburg | Bisavó paterna: Isabel de Hesse-Marburg           |
| Ana de Nassau | Pai: Guilherme I de Orange | Avó paterna: Juliana de Stolberg              | Bisavô paterno: Bodo VIII de Stolberg-Wernigerode |
| Ana de Nassau | Pai: Guilherme I de Orange | Avó paterna: Juliana de Stolberg              | Bisavó paterna: Ana de Eppstein-Königstein        |
| Ana de Nassau | Mãe: Ana da Saxónia        | Avô materno: Maurício da Saxónia              | Bisavô materno: Henrique IV da Saxónia            |
| Ana de Nassau | Mãe: Ana da Saxónia        | Avô materno: Maurício da Saxónia              | Bisavó materna: Catarina de Mecklemburgo          |
| Ana de Nassau | Mãe: Ana da Saxónia        | Avó materna: Inês de Hesse                    | Bisavô materno: Filipe I de Hesse                 |
| Ana de Nassau | Mãe: Ana da Saxónia        | Avó materna: Inês de Hesse                    | Bisavó materna: Cristina da Saxónia               |